# Михуц, Михай
Михай Раду Михуц (рум. Mihai Radu Mihuț; 16 марта 1995, Пьятра-Нямц, Румыния) — румынский борец греко-римского стиля, чемпион Европы.

## Биография
Вольной борьбой занимается с 2005 года в спортивной школе «Чахлэул» родного города Пьятра-Нямц. С 2014 года тренируется под руководством Спиридона Станчу. В 2018 году стал чемпионом Европы в Каспийске, одолев в финале норвежца Стига Андре Берге. В том же году в Стамбуле стал чемпионом Европы среди молодёжи U23, а на чемпионате мира среди молодёжи U23 в Бухаресте стал бронзовым призёром.

## Выступления на крупных турнирах
- Чемпионат Европы по борьбе 2017 — 8;
- Чемпионат Европы по борьбе 2018 — ;
- Чемпионат Европы по борьбе U23 2018 — ;
- Чемпионат мира по борьбе 2018 — 16;
- Чемпионат мира по борьбе U23 2018 — ;
- Чемпионат Европы по борьбе 2019 — 8;
- Чемпионат мира по борьбе 2019 — 11;
- Чемпионат Европы по борьбе 2020 — 5;